# Disco No. 1
Disco No. 1 es un videojuego creado en 1982 por la empresa Data East para el sistema DECO Cassette System. Posteriormente fue lanzado en una versión dedicada.

## Objetivo del juego
El jugador toma el papel de un muchacho en patines que debe evitar a los chicos malos para ganarse el amor de las chicas bonitas. Al patinar se va dejando un rastro en el suelo. Si con dicho rastro se forma un rectángulo que encierre a una o más chicas se ganan puntos, cuya cantidad depende de la cantidad de chicas encerradas y del tamaño del recuadro. También se ganan puntos recogiendo los elementos que se encuentran repartidos en la pista de baile.